# 롤란트 시멜페니히

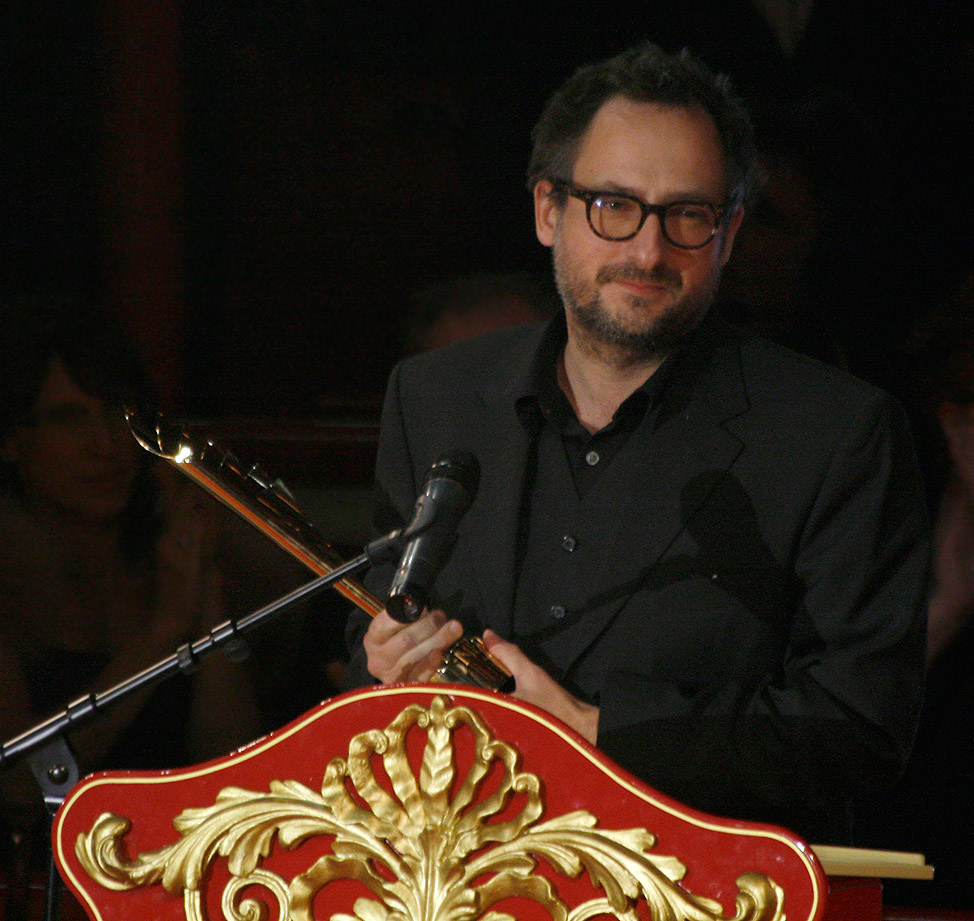

롤란트 시멜페니히(Roland Schimmelpfennig, 1967년 9월 19일 ∼, 괴팅겐 출생)는 현재 독일에서 가장 많이 공연되는 극작가이다. 그의 극작품은 40개국 이상에서 공연되고 있다.

## 개요
최신작 ＜황금 용＞(2009)은 2010년 5월 뮐하임 연극제에 초청받았으며 여기서 그는 뮐하임 희곡작가상을 수상했다. 그의 극작품들은 40여 개 외국어로 번역·공연되어 호평받고 있다.
시멜페니히는 고등학교 졸업 후 이스탄불에서 자유 저널리스트 및 작가로 일하다가 1990년부터 뮌헨에 있는 오토 팔켄베르크 연극학교에서 연출을 전공했다. 졸업 후 뮌헨의 캄머슈필레 극장을 필두로 베를린의 샤우뷔네, 빈의 부르크테아터 그리고 베를린 폴크스뷔네 등 저명한 극장에서 조연출로 일했다. 1996년에 첫 번째 극작품 ＜영원한 마리아＞가 오버하우젠 극장에서 공연된 이후 지금까지 29편의 극작품과 9편의 방송극을 발표했으며 1999년부터는 연출가로도 활동하고 있다. 2000년부터 2009년까지 모두 여섯 번에 걸쳐 신작 희곡의 경연장으로 정평이 나 있는 뮐하임 연극제에 초청받았다.
엘제 라스커 쉴러(Else-Lasker-Schüler)상(1997, 2010), 바덴 뷔르템베르크의 실러(Schiller) 기념상(1998), 네스트로이 연극상(2002, 2009), 뮐하임 희곡작가상(2010)을 수상했으며 2004년에는 방송극 ＜더 낳은 세상을 위해서＞가 ‘올해의 방송극’으로 선정되었다.